# Large Deployable Reflector Experiment
L'expérience LDREX (Large Deployable Reflector Experiment) de l'Agence d'exploration aérospatiale japonaise est destinée à tester en orbite le déploiement d'une grande antenne qui équipe le satellite de communication géostationnaire expérimental Kiku-8 (ETS-VIII). Elle consiste en une maquette à l'échelle 1/2. Le LDREX 1 est emportée par un lanceur Ariane 5 G le 20 décembre 2000 tandis que le LDREX 2 vole à bord d'Ariane 5 ECA le 13 octobre 2006.